# Nelson Falcão
Nelson Falcão (* 30. April 1946 in Rio de Janeiro) ist ein ehemaliger brasilianischer Segler.

## Erfolge
Nelson Falcão nahm mit Torben Grael in der Bootsklasse Star an den Olympischen Spielen 1988 in Seoul teil. Mit 50 Punkten belegten sie den dritten Rang hinter den Briten Michael McIntyre und Bryn Vaile und den US-Amerikanern Mark Reynolds und Hal Haenel und gewannen somit die Bronzemedaille. Im Jahr darauf wurde er in Porto Cervo mit Alan Adler im Starboot Weltmeister.